# بريان سيرز
بريان سيرز (بالإنجليزية: Bryan Sears)‏ هو منافس ألعاب قوى أمريكي، ولد في 28 مارس 1982 في فورت رايلي في الولايات المتحدة.

## وصلات خارجية
- بريان سيرز على موقع الاتحاد الدولي لألعاب القوى (الإنجليزية)